# Arvid Mauritz Lindström
Arvid Mauritz Lindström (Västmanland, 26 aprile 1849 – Stoccolma, 11 dicembre 1923) è stato un pittore svedese, celebre per i suoi paesaggi atmosferici.

## Biografia
Nacque nella parrocchia di Björksta nel Västmanland, in Svezia da Per Fredrik Lindström e Hedvig Ringström. Studiò presso la Reale Accademia delle Belle Arti di Stoccolma dal 1869 al 1872. In seguito si recò a Monaco di Baviera e a Parigi per continuare i suoi studi. Nel 1877 Lindström divenne un apprendista alla Reale Accademia delle Belle Arti. 
Visse in Inghilterra, principalmente a Londra, dai primi anni 1880 al 1889. Nel 1885 andò a Parigi con altri due pittori svedesi Axel Herman Hägg (residente a Londra dal 1856) e Anders Zorn (a Londra nel triennio 1882-85).
Lindström fu uno degli amici più cari di Carl Larsson il quale, nel 1885, dipinse un suo ritratto.
Nel 1889 tornò in patria e si stabilì a Engelsberg in Bergslagen, dove era attivo anche il pittore Olof Arborelius. Lì fece costruire una casa (Villa Hvilan) vicino al lago Åmänningen, progettata dall'architetto Isak Gustaf Clason, che per un certo periodo divenne il centro della colonia artistica di Västmanland. Accanto alla pittura, si dedicò anche all'allevamento di trote.

## Galleria d'immagini

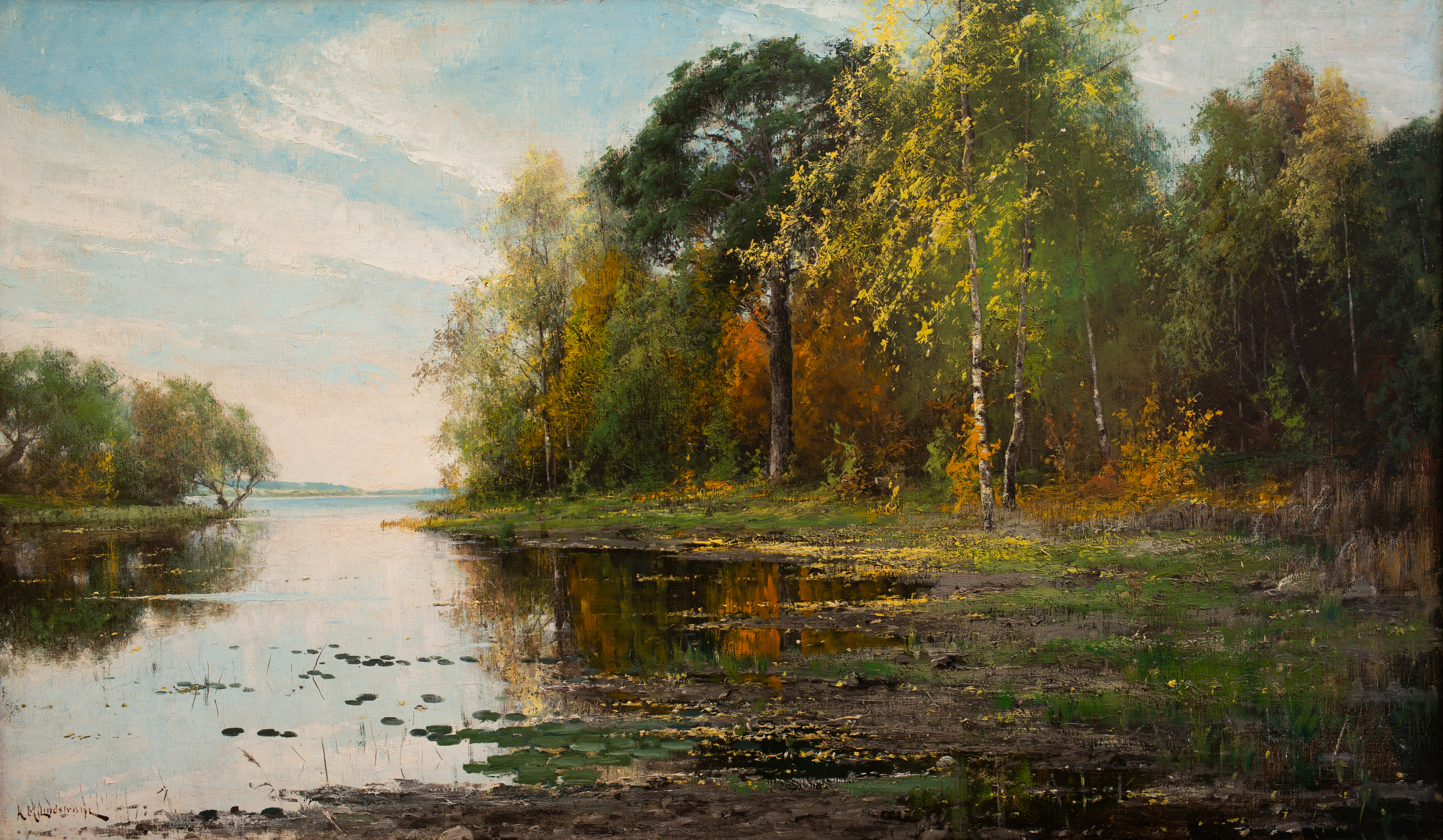
Paesaggio lacustre nei colori dell'autunno
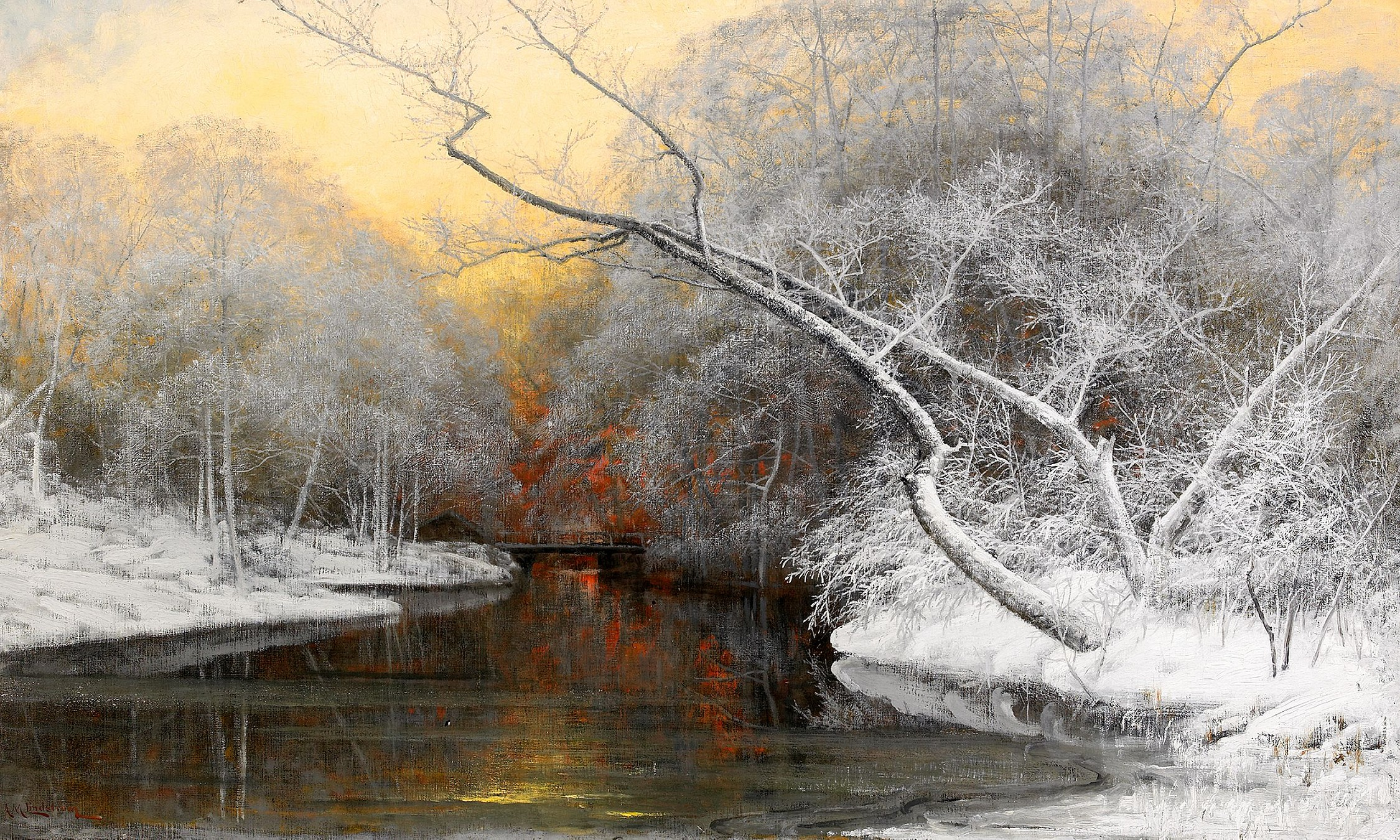
Atmosfera serale su un gelido paesaggio invernale
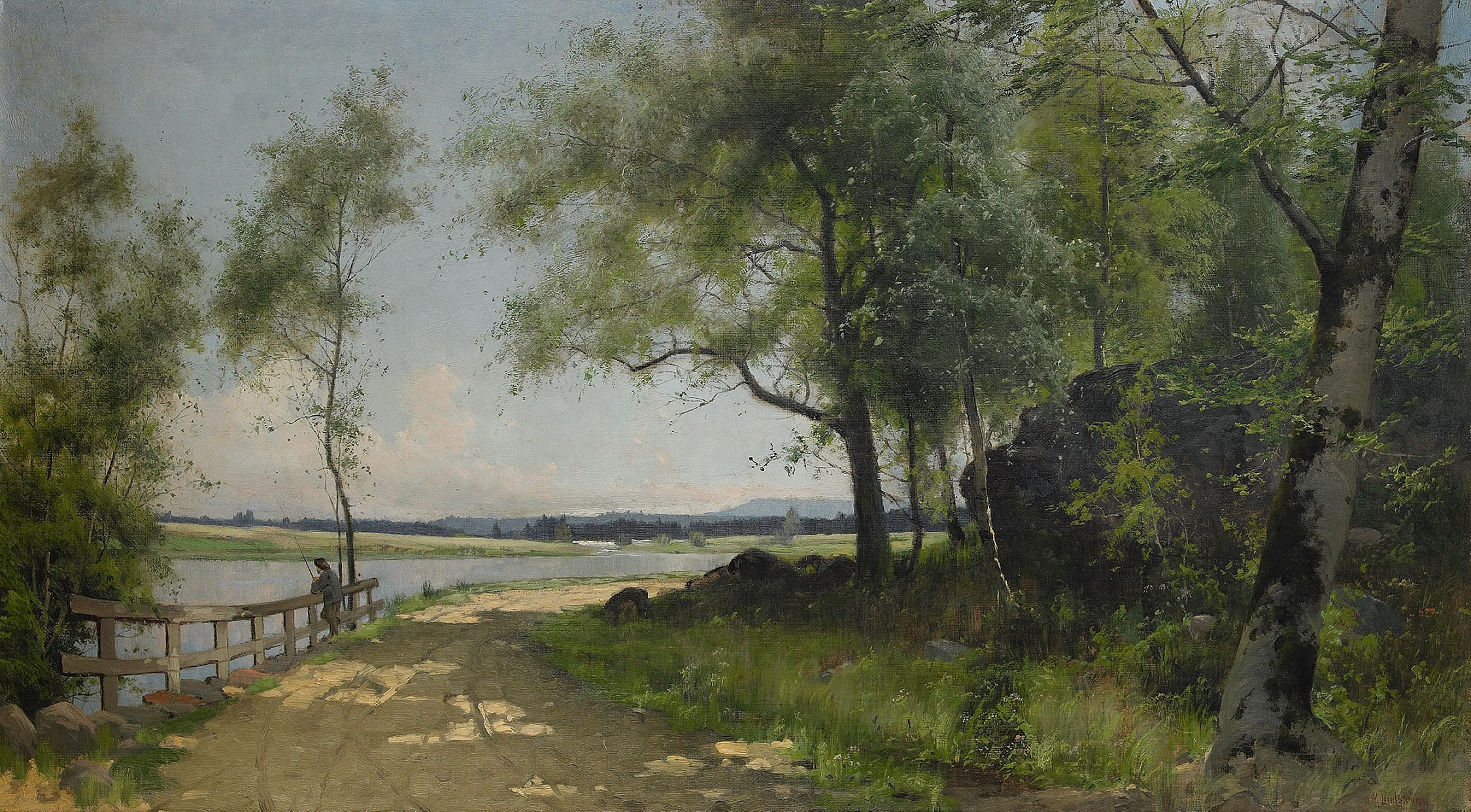
Paesaggio estivo con strada sull'acqua
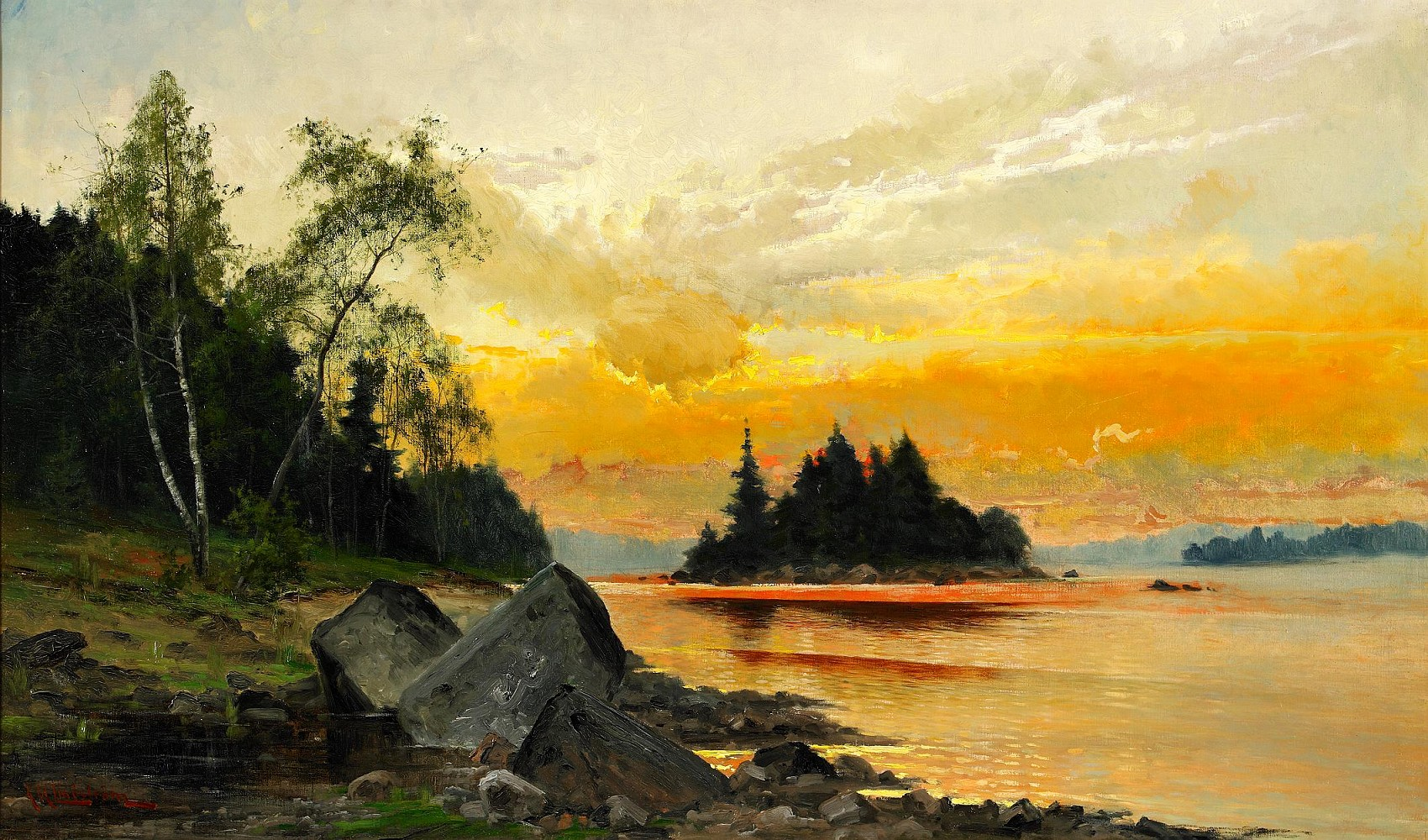
Bagliore serale su un paesaggio insulare